# Ян Саудек
Ян Саудек (народився 13 травня 1935 року) — художній фотограф і художник. Він та його брат-близнюк Кая Саудек пережили Голокост.

## Біографія
Ян Саудек і його брат — близнюк Карел (також відомий як Кайя) народилися в Празі в 1935 році  Мати з Чехословаччини, а батько — єврей. Сім'я матері прибула до Праги з Богемії, а батько з міста Дечин на північному заході цієї області. Під час Другої світової війни та після вторгнення німецьких нацистів, родина зазнали расових переслідувань з боку окупантів. Багато його родичів-євреїв загинули в концтаборі Терезієнштадт під час війни. Яна та його брата Карела відправили до дитячого концтабору в Мішлінге, розташовану в Сілезії поблизу нинішнього польсько- чеського кордону. Їх батько Густав був депортований до концтабору Терезієнштадт у лютому 1945 року. Хоча їх мати та багато інших родичів загинули, обоє синів та батько пережили війну.
Саудек придбав свою першу камеру, Kodak Baby Brownie, у 1950 році. Він навчався у фотографа, і в 1952 році почав працювати в друкарні, почав використовувати більш досконалу камеру Flexaret 6x6, а також займався живописом та малюванням. Після закінчення військової служби в 1963 році на фотографування його надихнув каталог американського фотографа Едварда Штайхена "Сім'я людини ", і він почав працювати, щоб стати серйозним художнім фотографом. У 1969 р. Саудек поїхав до США, його підбадьорив куратор Х'ю Едвардс із Чиказького художнього інституту.
Повернувшись до Праги, Саудек підпільно працював над фотографією у льоху, щоб уникнути уваги таємної поліції. З кінця 1970-х він став визнаним на Заході провідним чеським фотографом. У 1983 році в англомовному світі вийшла перша книга творів Саудека. Того ж року він став фотографом-фрілансером; комуністична влада Чехії дозволила йому припинити роботу в друкарні та подати заяву на отримання дозволу працювати художником. У 1987 році архіви його негативів були вилучені поліцією, але згодом повернуті.
Саудек живе і працює в Празі. Його брат Кая Саудек також був художником, найвідомішим чеським графіком . 

## Діяльність
Робота Яна Саудека представляє унікальну техніку, що поєднує фотографію та живопис. У Чехословаччині Яна не оцінили. Протягом свого життя в комуністичній Чехословаччині, Ян був позначений тоталітарним режимом як порнограф. Його мистецтво набуло більшої популярності у 1990-х роках завдяки співпраці з видавцем Taschen.
Протягом 2000-х років Саудек втратив усі свої фотонегативи, і його фотографії зараз демонструються в Інтернеті безкоштовно. Ян стверджує, що їх у нього вкрали.
Він є автором багатьох " мізансцен ", які були зроблені та скопійовані іншими художниками. Кліше оголеного чоловіка, що з ніжністю тримає оголену новонароджену дитину, перетворилося на картину, яку відтворили стільки разів, що композиція стала настільки ж звичною, як і позиція для випускної картини.
Він жив у злиднях, використовуючи єдину кімнату у своєму підвалі як свою студію. Стіна, що руйнується, і вікно - свідки його фантазій та співпраці з моделями різного походження.

## Твори

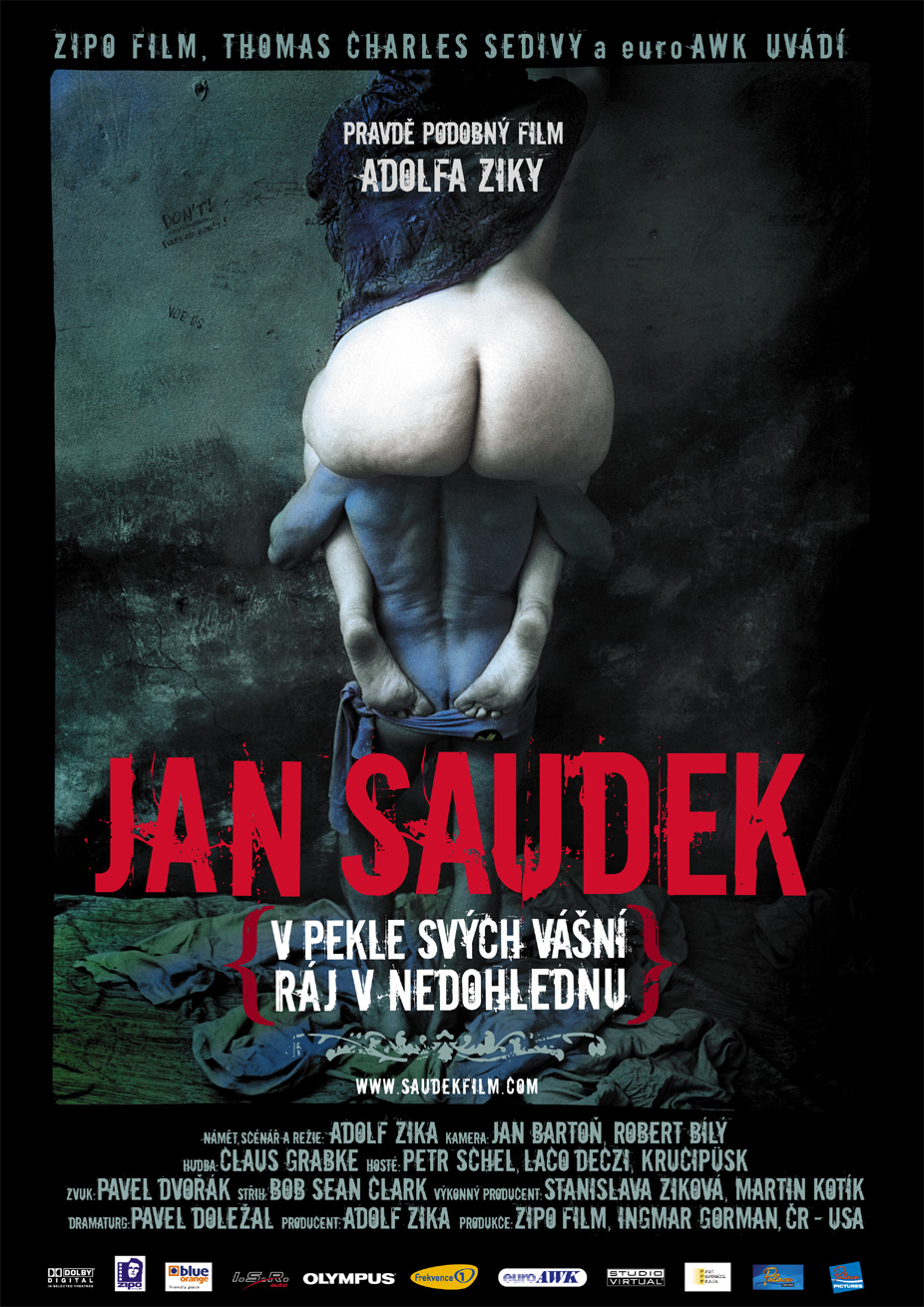
Плакат до фільму Адольфа Зіки: Ян Саудек: Зв'язані пристрастю (2008).

Його найвідоміші роботи наповнені зображеннями мальовничого світу мрій, часто населеного оголеними або напівголими фігурами, оточеними голими штукатурними стінами або розмальованим фоном. Він часто повторно використовує елементи (наприклад, хмарне небо або вид на Карлів міст у Празі).
Рання художня фотографія Саудека  - виклик дитинства. Його пізніші роботи часто змальовували еволюцію від дитини до дорослого (повторне фотографування однієї і тієї ж композиції / пози та з однаковими предметами протягом багатьох років). Релігійні мотиви та двозначність між чоловіком і жінкою також були одними з повторюваних тем Саудека. Протягом 90-х років його фотографії часом генерувала спроби цензури на Заході через її провокаційний сексуальний зміст.
Образи Саудека іноді сприймали неоднозначно на міжнародному рівні. Він отримав перші нагороди на фотовиставках у 1969 і 1970 роках у США та Австралії. У 1970 р. його робота була показана в Австралійському центрі фотографії та відзначена куратором Дженні Боддінгтон у Національній галереї Вікторії. Через десятиліття його фотографія « Чорна вівця та біла ворона», на якій зображена напівгола дівчина,, була вилучена з Міжнародного бієнале «Балларат» у штаті Вікторія, Австралія, безпосередньо перед відкриттям 21 серпня 2011 року.
Фотографії Саудека були представлені як обкладинки альбомів Anorexia Nervosa (New Obscurantis Order), Soul Asylum (Grave Dancers Union), Daniel Lanois (For the Beauty of Wynona), Rorschach (Remain Sedate), and Beautiful South (Welcome to the Прекрасний Південь).

## Публікації (вибрані)
- Jan Saudek-Photo, and Jiri Masin Milos Macourek, House of Lords of Kunštát, Brno, Czech Republic, 1970.
- The World of Jan Saudek: Photographs. Jacques Baruch Gallery, Chicago, IL, 1979.
- Jan Saudek-Il teatro de la vita. Giuliana SCIM, Selezione d'Imagini, Milan, Italy, 1981.
- Story from, Czechoslovakia, My Country, and Photographs by Jan Saudek. Aperture Nr. 89, New York, 1982.
- The World of Jan Saudek. Anna Fárová, The Master Collection Book III, Rotovision, Geneva, Switzerland 1983.
- Images from, Czechoslovakia. University of Iowa Museum of Art, Iowa City, IA, 1983.
- Story photo. Daniela Mrázková, Mlada Fronta, Prague, 1985.
- Jan Saudek-35 Jahre Photos / 35 Years of Photography. Manfred Heiting, Photography Forum Frankfurt, Frankfurt, Germany 1986.
- 50 Jahre moderne Farbfotografie. Manfred Heiting, Photokina, Cologne, Germany 1986.
- Jan Saudek-200 Photographs 1953—1986. Musée d'Art Moderne de la Ville de Paris, Paris, 1987.
- 20 Years of Czechoslovak Art: 1968—1988. Anne Baruch, Chicago, IL 1988.
- The Second Israeli Photography Biennale, Museum of Art, Ein Harod, Israel, 1988.
- Jan Saudek-100 Fotografías 1953—1986. Primavera Fotografica, Barcelona, Spain, 1988.
- Jan Saudek-Monsieur Nicole (fashion catalog «Matsuda»), New York 1989.1991 (?).
- Photographs Tschechoslowakische der Gegenwart. Edition Braus, Heidelberg, Germany, 1990.
- Jan Saudek-Life, Love, Death & Other Such Trifles. Art Unlimited, Amsterdam, 1991.
- Jan Saudek-Theatre of life. Daniela Mrázková, Panorama, Prague, 1991.
- Jan Saudek-l'amour. VIS & VIS Nr. 10, Paris, 1992.
- Jan Saudek, Galerie Municipale du Chateau d'Eau, Toulouse, France, 1992.
- Photo La Collection de la FNAC, Calais des Estats de Bourgogne, Dijon, France 1993.
- Jan Saudek-life, love, death & other such trivia. Slovart, Prague, 1994.
- Jan Saudek-Jubilations and Obsessions. Rosbeek, Amsterdam, 1995.
- Jan Saudek-Letter. Sarah Saudek, Prague, 1995.
- The World of Jan Saudek 1959—1995. Museum of Art, Olomouc, Czech Republic, 1995.
- Jan Saudek 1895 Krišal Gallery, Geneva, Switzerland, 1995.
- Photographie des 20. Jahrhunderts. Museum Ludwig, Taschen, Cologne, Germany 1996.
- Security and search in, Czech Republic photography of the 90s. Vl. Birgus / Mir.Vojtěchovský, Kant, Prague, 1996.
- The Photography Book. Phaidon Press, London, 1997.
- Jan Saudek-Photographs 1987—1997. Taschen, Cologne, Germany, 1997.
- The Body in Contemporary, Czech Republic Photography. Vl. Birgus Macintosh Gallery, Glasgow, Scotland, 1997.
- Jan Saudek. Christiane Fricke, Taschen, Cologne, Germany, 1998.
- From Sudek to Saudek- Czech Photography in the 20th Century, The Eli Lemberger Museum of Photography, Tel-Hai, Israel, 1998.
- Masterpieces of Erotic Photography. Carlton, London, 1998.
- Jan Saudek three-Love. BB Art, Prague, 1998.
- Zärtliche Betrachtung schöner Damen-aus der Sammlung Photo Fritz Gruber. Wienand Verlag, Cologne, Germany, 1998.
- Absolut Originale, Absolit Originale Collection. Stockholm, Sweden, 1999.
- Jan Saudek 1959—1999. Mennour Gallery, Paris, 1999.
- Jan Saudek Single-married divorced widower. Slovart, Praha, Czech Republic, 2000.
- 20th Century Photography. Museum Ludwig, Cologne, Germany 2001.
- Jan Saudek-Realities. Arena Edition, Santa Fe, NM, 2002.
- Czech and Slovak Photography 80s and 90s of the 20th century. the Art Museum, Olomouc, Czech Republic 2002.
- Absolut Generations. 50th Venice Biennale, Venice, Italy 2003.
- Dictionary of, Czech Republicech and Slovak artists 1950—2004. Chagall Art Centre, Ostrava, Czech Republic 2004.
- Saudek. Daniela Mrázková, Slovart, Prague, 2005.
- The Best of Jan Saudek. Saudek.com, Prague, 2005.
- Chains of Love. Saudek.com, Prague, 2007.
- Evenings with a photographer. IDIF, Prague, 2007.
- ACP-learn creative shooting. Zoner Press, Brno, Czech Republic, 2007.
- 2006/2007 National Theatre. Gallery, Prague, 2007.
- Jan Saudek (1998, Taschen) ISBN 3-8228-7916-9.
- Pouta lásky (Chains of Love). [Saudek.com] ISBN 80-239-8225-7.
- Saudek. Prague: Slovart. ISBN 80-7209-727-X
- Saudek, Jan: Ženatý, svobodný, rozvedený, vdovec. Prague: Slovart, 2000. ISBN 80-7209-701-6
- Saudek, Jan: Národní divadlo 2006/07. National Theatre 2006/07 Season. Prague: Národní divadlo, 2007. ISBN 9788072582716

## Фільми та радіо
- Ян Саудек: Празькі принтемпси (1990). (26-хвилинний фільм Жерома де Міссольца про Саудека).
- Ян Саудек: Зв'язані пристрастю (2008). (повнометражний фільм Адольфа Зіки про Саудека).
- Документальний фільм братів Саудеків, Чеське радіо, 2001[9]

## Виставки

### Персональні виставки
2015 Арт-кімната «Кроляча яма Валерія», Варшава, Польща

## Колекції
Робота Саудека зберігається в наступних постійних колекціях:
- Мистецький інститут Чикаго, Чикаго, штат Іллінойс
- Бостонський музей образотворчих мистецтв, Бостон, Массачусетс
- Центр Жоржа Помпіду, Париж
- Міжнародний музей фотографії в будинку Джорджа Істмана, Рочестер, Нью-Йорк
- Музей мистецтв Метрополітен, Нью-Йорк
- Моравська галерея в Брно, Чехія
- Музей сучасного мистецтва Парижа, Париж
- Музей Пола Гетті, Лос-Анджелес, Каліфорнія
- Музей Людвіга, Кельн, Німеччина
- Національна галерея Австралії, Канберра, Австралія
- Національна галерея Вікторії, Мельбурн, Австралія